# 海桐山矾
海桐山矾（学名：Symplocos heishanensis），为山矾科山矾属下的一个种。

## 扩展阅读
維基物種上的相關：海桐山矾